# Дворец Виндиш-Грец
Дворец Виндиш-Грец  (нем. Palais Windisch-Graetz), также известный как Дворец Гейманн-Виндиш-Грец (нем. Palais Geymann-Windisch-Graetz) — барочный дворец в Вене, во Внутреннем Городе на улице Реннгассе, неподалёку от площади Фрайунг. Является объектом архитектурного наследия Австрии.

## История
Здание, вероятно, было построено в 1702–1703 годах архитектором Кристианом Александром Эдтлем для Иоганна Карла фон Гейманна (нем. Johann Carl von Geymann). В 1731 году дворец перешёл во владение «Дома для малоимущих и инвалидов», нынешней Венской Центральной больницы. В 1755 здание было приобретено году графиней Марией Терезией фон Виндиш-Грец (нем. Maria Theresia von Windisch-Graetz) за 30 000 гульденов. После её смерти, в 1816 году, дворец унаследовал её внучатый племянник Альфред Виндиш-Грец. После Альфреда I, дворец перешёл по наследству принцу Альфреду II, а затем его сыну, премьер-министру Австрии, Альфреду III.
При Альфреде III, в 1894-1895 годах, здание было отреставрировано архитектором Эмилем Бресслером (нем. Emil Bressler). Вдова Альфреда III, Габриэла, урождённая Ауэршперг, жила во дворце вплоть до своей смерти в 1933 году. В 1935 году монастырь Клостернойбург приобрел здание.

## Архитектура здания
Во дворце есть великолепная парадная лестница, сделанная из лейтского известняка из Кайзерштайнбруха. Здание используется, как офисное.